# 그라임스 (음악가)
클레어 엘리스 부셰(Claire Elise Boucher, 1988년 3월 17일 ~ ) 또는 예명인 그라임스(Grimes)는 캐나다의 싱어송라이터, 음악 프로듀서, 그리고 뮤직비디오 감독이다. 그라임스는 2010년에 정규 음반 《Geidi Primes》과 《Halfaxa》를 발표했고, 2011년 4AD와 음반 계약을 맺었다. 그녀의 세 번째 정규 음반 《Visions》(2012)와 싱글 〈Genesis〉, 〈Oblivion〉은 전 세계적으로 극찬을 받았다.  《뉴욕 타임스》는 "지금까지 가장 인상적인 음반 중 하나"라며 찬사를 보냈다. 이 음반은 폴라리스 뮤직 프라이즈에 후보로 올랐고, 주노상에서 올해의 일렉트로닉 음반상을 받았다. 그라임스의 다섯 번째 정규 음반인 《Art Angels》은 2015년 발표되었다.
여러 음악 비평가와 저널리스트에게 비전형적 혼합 보컬로 유명한 그라임스의 음악은 일렉트로니카와 팝, 힙합과 R&B, 익스페리멘탈과 중세 음악 전반에 걸친 여러 영향을 받은 것으로 여겨진다.

## 어린 시절
부셰는 캐나다 브리티시컬럼비아주 밴쿠버에서 태어났다. 그녀는 프랑스계 캐나다인과 우크라이나인 혈통이다. 로마 가톨릭으로 훈육되어 가톨릭 학교에 입학했다. 2006년, 11년간 발레를 배우던 그녀는 18세가 되던 해 몬트리올로 넘어가 맥길 대학교에 재학하며 신경과학을 전공했다.
원 마이스페이스 페이지의 타임 스탬프에 의하면, 부셰는 2007년부터 그라임스라는 이름 아래 노래를 쓰기 시작했다. 그라임스는 후에 마이스페이스에서 자신의 음악 장르를 선택하던 중 그라임 음악이라는 장르를 알게 되었고, 여기서 이름을 따왔다고 밝혔다. 인터뷰에서 그라임스는 자신의 친구가 백 보컬을 부탁하자 처음에는 꺼려했지만, 자신이 생각했던 것보다 쉬웠다는 걸 깨달았다고 말했다. 이 경험 이후, 그녀는 친구에게 음식에 대한 대가로 개러지밴드의 기초를 가르쳐달라고 부탁했고, 자신만의 실험 음악을 쓰기 시작했다. 음악 작업에 몰두해 학교를 밥 먹듯 빠지던 그녀는 대학 3학년 때 퇴학당했다.

## 경력

### 2009–13: 《Geidi Primes》, 《Halfaxa》 그리고 《Visions》

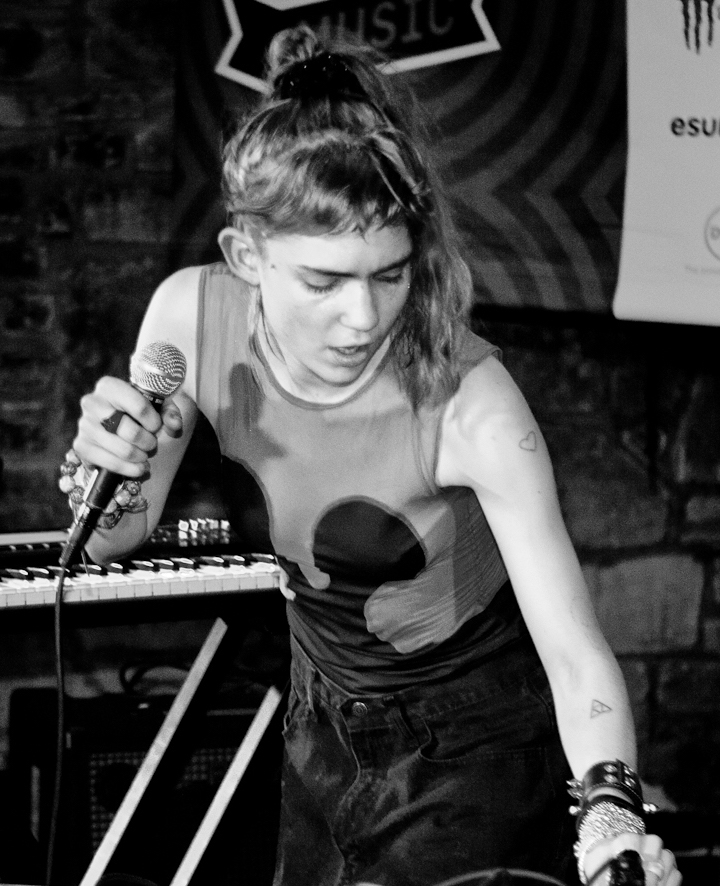
2012년 텍사스 공연에서

부셰가 그라임스라는 이름으로 발표한 데뷔 음반 《Geidi Primes》은 듄 시리즈에 영향을 받은 콘셉트 음반으로, 2010년 카세트로 발매되었다. 이후 부셰는 두 번째 음반 《Halfaxa》을 발표했다. 《Halfaxa》 발표 이후 부셰는 그라임스를 공개적으로 홍보하기 위해 몬트리올을 벗어나 투어를 시작했다. 부셰는 2011년에 12인치 음반 《Darkbloom》에 d'Eon와 함께 각각 자신들의 다섯 곡을 담아 발표했다. 2011년 5월부터 시작된 북미 투어에서 그라임스는 리케 리와 함께 오프닝을 열었다. 그리고 다음 8월에 그녀의 데뷔 음반은 팜 레코드의 노 페인을 통해 CD와 비닐 형식으로 처음 재발매되었다. 2011년에 DJ이자 프로듀서인 블러드 다이아몬즈와 공동 작업했다.
거대 투어와 그녀의 두 음반, 그리고 《Darkbloom》에 담긴 그녀의 곡에 대한 긍정적인 평가 이후 부셰는 레코드 레이블 4AD와 2012년 1월 계약을 맺었다. 부셰를 스타로 끌어올려준 음반 《Visions》은 음악 비평가에게 극찬을 받았고, 수많은 매체의 연말 목록에 등장했다. 《NME》은 2013년 NME 선정 역사상 가장 위대한 음반 500장에 음반을 포함시켰다. 음반의 두 번째 싱글인 〈Oblivion〉은 추가적으로 호평을 받았고, 피치포크 미디어는 2014년 선정한 '지난 10년간 가장 훌륭한 200개 트랙'에서 〈Oblivion〉을 1위로 선정했다.
[9일 후에는] 자극이 사라져서, 잠재 의식이 공백을 채우기 시작합니다 ... 전 마치 기분 전환을 하는 것처럼 느끼기 시작했죠. 전 제 음악이 하나님의 선물이라고 확신했어요.
마치 제 노래가 이미 쓰여진 것처럼, 제가 다음에 무엇을 해야 하는지 정확하게 알고 있는 것 같았습니다.
음반 발표 이후의 인터뷰에서, 부셰는 음반이 끝나기 한참 전부터 엄격한 마감 기한에 시달렸다고 증언했다. 그녀의 음반 《Visions》은 3주 연속으로 몬트리올 아파트에 틀어박혀 녹음한 결과물이다. 게다가 이 녹음 세션 동안에 부셰는 9일 동안 음식, 수면, 또는 도움 없이 살았고, 음악이 나오지 않는 날에는 유리창을 검게 칠했다. 그녀는 작곡 과정이 "즐거우면서도, 우여곡절이었다"며, 그 어려움이 그 성공에 기여했다고 느꼈다고 말했다.
2013년 4월에 부셰는 여성 음악가로서 겪은 성차별 경험을 다루는 성명서를 발표하고, 페미니스트 입장이 종종 반(反)남성으로 해석된다는 것에 실망감을 표했다. 2013년 12월 자신의 텀블러에 제이지의 매니지먼트 회사인 락 네이션의 서비스를 이용한다는 포스트를 올렸다.

### 2014–현재: 《Art Angels》

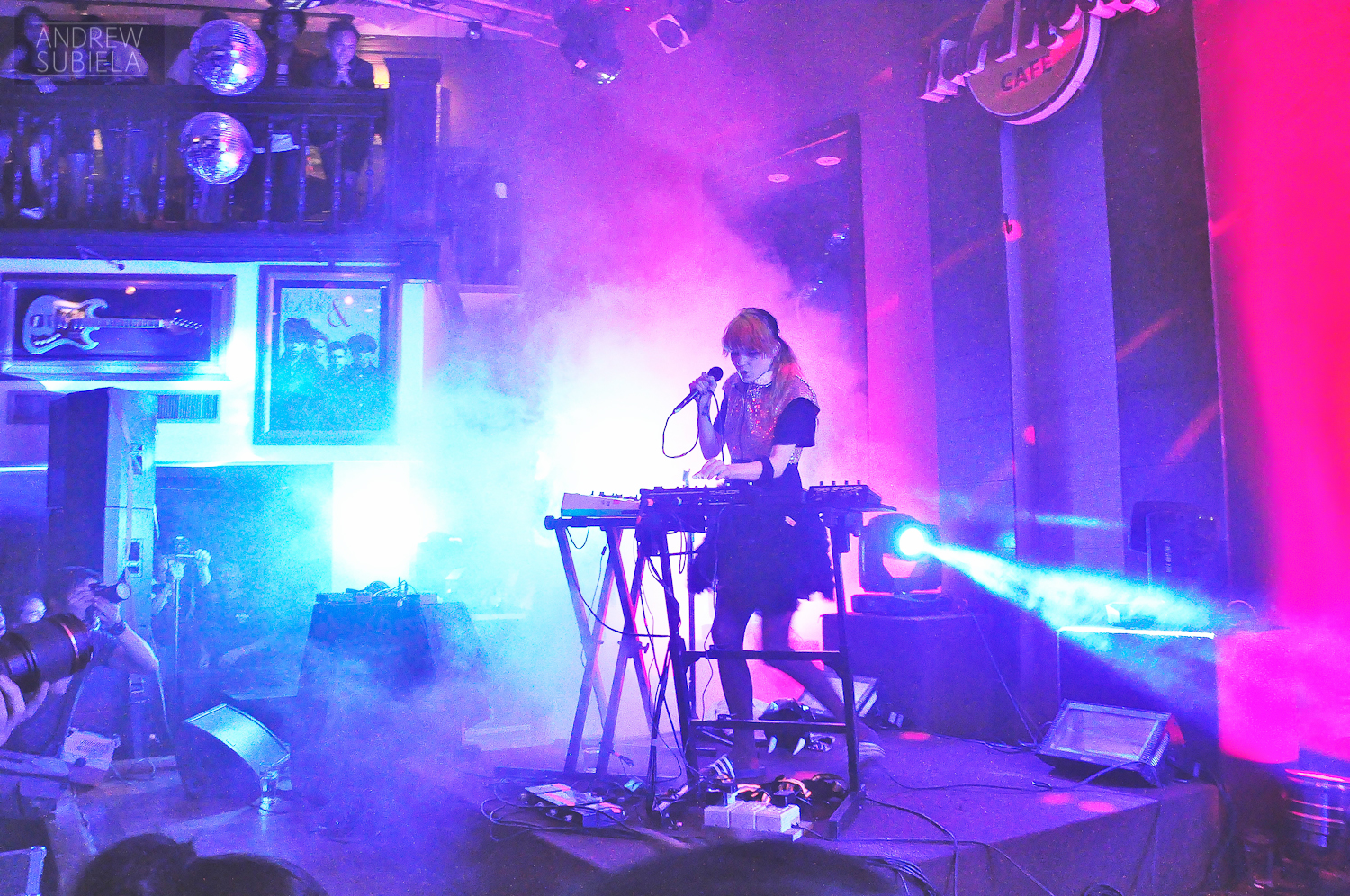
2013년 공연하는 그라임스

2014년 6월 26일에 그라임스는 블러드 다이아몬즈가 피처한 자신의 새 트랙 〈Go〉를 초연했다. 음악가 리한나를 위해 제인 로우의 라디오 1 쇼에서 썼다고 알려져 있으며, 자신의 사운드 클라우드 페이지와 웹사이트에 무료 다운로드로 업로드했다. 이는 작업중인 네 번째 정규 음반의 새로운 사운드를 선보이기 위함이다. 8월 21일에 그라임스는 오빠와 감독한 〈Go〉의 뮤직비디오 티처 영상을 올렸다. 《롤링 스톤》은 이 노래를 2014년 최고의 노래 목록에서 14위로 선정했고, 이를 "리한나와 스크릴렉스 사이에 위치한 클럽 환각이며, 자신의 욕망만을 담아 불렀다"고 썼다.
〈Go〉의 발표 이후, 그라임스는 지금껏 녹음해 온 음반 전체를 폐기했다고 인터뷰에서 말했다. 처음에는 〈Go〉의 혹평 때문에 그랬다는 추측이 존재했으나, 후에 그라임그는 음반이 "너무 우울"하고, 그걸로 투어를 돌고 싶지 않았기 때문이라고 말했다. 또한 사람들의 반응이 자신의 결정을 고려하지 않았으며, 〈Go〉는 결코 취소된 음반에 수록되지 않았을 계획이었다고 덧붙였다. 그녀는 음반이 언젠가 공개될 것이라고 결론지었다. 그라임스는 2015년 3월 8일에 버려진 음반에서 나온 〈REALiTi〉의 뮤직비디오 데모를 공개했다. 이는 그녀 자신이 감독했고, 피치포크의 진 페리는 '최고의 새 음악(Best New Music)'으로 지명하여 "《Visions》 이후로 그라임스 최고의 곡"이라고 부르는 등 음악 비평가의 호평을 받았다.
2015년 3월 15일, 그라임스는 인디 팝 밴드 블리처스가 HBO의 텔레비전 쇼 《걸스》를 위해 쓴 노래 〈Entropy〉의 리드 보컬을 맡았다. 2015년 3월 24일에 글라임스는 일련의 트윗을 통해 팬들에게 음반 〈surprise〉이 10월 언젠가에 나올 것이라고 발표했다. 또한 음반이 이전 싱글인 〈Go〉와 〈REALiTi〉에서 사용된 신시사이저와 샘플러와는 다르게 "진짜 악기들"로 녹음했다고 말했다. 2015년 여름에 그라임스는 라나 델 레이와 함께 '끝없는 여름 투어(Endless Summer tour)'를 돌았고, 가을에는 자신의 '라인스톤 카우걸스 투어(Rhinestone Cowgirls Tour)'에서 니콜 돌런갱어와 함께 공연했다.
2015년 10월 20일, 자신의 인스타그램 계정에 음반 커버를 올린 그라임스는 자신의 발매 예정 음반인 《Art Angels》를 발표했다. 10월 26일 그라임스는 자신이 리드 싱어를 맡은 〈Flesh without Blood〉를 발표하고는 〈Flesh without Blood〉와 〈Life in the Vivid Dream〉의 투 액트로 구성된 뮤직비디오를 공개했다. 음반이 11월 공개된 후, 이는 매타크리틱에서 100점 만점에 88점을 받고 피치포크에서 '최고의 새 음악'으로 지명되는 등 좋은 평가를 받았다. 피치포크의 제시카 후퍼는 《Art Angels》가 "부셰의 노력과 명확한 팝 비전의 이견없는 증거 ... 익명의 논평가들과 음악계의 피를 빨아들이는 자들에게 두 번의 도움을 주는 과격한 페미니스트의 서사적인 휴가 뷔페"라고 썼다.
2016년 봄에 그라임스는 아시아와 유럽 지역에서 하나 페슬과 함께 'AC!D 지배 투어(AC!D Reign Tour)'를 돌았다. 그리고 2016년 여름까지 북미의 음악 축제에 참여하거나 플로렌스 앤 더 머신의 'How Big, How Blue, How Beautiful 투어'에서 오프닝을 여는 등 공연을 이어갔다.
《Art Angels》의 뮤직비디오 〈Flesh without Blood〉와 〈Life in the Vivid Dream〉("Act I"과 "Act II")의 뒤를 이어 부셰는 2016년 1월 19일에 〈Kill V. Maim〉("Act III")과, 2016년 5월 6일 〈California〉("Act IV")의 뮤직비디오를 공개했다. 부셰는 덜 "귀에 거슬리는" 시각적/청각적 믹스 뮤직 비디오를 위해 약간 리믹스한 〈California〉 버전을 제작했다. 이 대체 버전은 공식 판매 또는 스트리밍으로 출시되지 않았다. 2016년 10월 5일 친구 하나 페슬과 공동 작업을 통해 그녀는 일곱 개의 로파이 뮤직비디오 시리즈, 〈The AC!D Reign Chronicles〉를 발표했다. 여기에는 그라임스의 곡과 하나의 곡을 담고 있으며, 각자의 부분에 출연했다. 스크림의 아리스토파네스와 그라임스의 백업 댄서인 린다 데이비스와 앨리슨 밴이 시리즈에 참여했다. 〈The AC!D Reign Chronicles〉은 듀오의 유럽 투어 중 2주에 걸쳐 최소한의 제작비로 제작했고, 오빠인 맥 부셰 이외에는 아이폰으로 이루어진 촬영을 지원하지 않았다. 클레어와 페슬이 영상 전체를 편집했고, 클레어는 "콘셉트 및 아트 디렉션" 크레디트로 표기되었다.
2017년 2월 2일 그라임스는 타이달에 고비용을 들여 제작한 〈Venus Fly〉 초현대적 뮤직비디오를 초연했다. 본인과 저넬 모네이가 출연했으며 영상은 유튜브에도 2월 9일 업로드되었다.

## 사생활
부셰는 이복 형제로 Jay Worthy라는 이름을 사용하는 래퍼가 있다. 둘은 〈Christmas Song〉을 공동 작업하여 《Visions》의 보너스 디스크에 수록시켰다. 또다른 남자형제 맥 부셰는 〈Go〉, 〈REALiTi〉, 〈Flesh Without Blood〉, 〈Kill V. Maim〉, 〈Venus Fly〉 등의 뮤직비디오 제작에 기여했다.
2014년에 부셰는 블로그에 중독성 마약에 대한 혐오를 드러냈고, 마약과 알코올 때문에 친구를 잃은 것을 후회하는 글을 남겼다. 그리고 "마약 사용이 내 전기의 일부가 되지 않았으면 한다"고 말했다.
슬하에 일론 머스크와 함께 낳은 아들 X Æ A-Xii가 있다.

## 음반 목록
- 《Geidi Primes》 (2010)
- 《Halfaxa》 (2010)
- 《Visions》 (2012)
- 《Art Angels》 (2015)
- 《Miss Anthropocene》 (2020)